# Seeiso (ur. 1966)

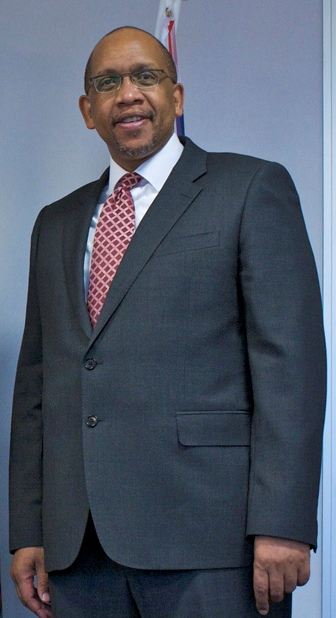

Seeiso Bereng Seeiso (ur. 16 kwietnia 1966) – sotyjski książę, polityk, dyplomata.
Jest drugim synem króla Lesotho Moshoeshoe II i jego żony królowej Mamohato. Jego starszym bratem jest król Letsie III.
Był deputowanym do Zgromadzenia Narodowego. W latach 2005–2012 zajmował stanowisko wysokiego komisarza Lesotho w Wielkiej Brytanii. Pełni urząd przewodniczącego Senatu Lesotho.
15 grudnia 2003 poślubił Machakę Makarę (obecnie księżną Mabereng Seeiso). Para ma troje dzieci:
- księcia Berenga Constantine'a Seeiso (ur. 2003)
- księżniczkę Masentle Tabithę Seeiso
- księcia Mauphę Davida Seeiso